# Шарбе, Раймунд Августович
 Раймунд (Ромунд) Августович Шарбе (1824—1875) — профессор Казанского университета, директор училищ Пензенской губернии; действительный статский советник (1863).

## Биография
Родился в Пруссии — в Сарау, где его отец Август Васильевич Шарбе был директором гимназии. Девять лет спустя он вместе с отцом переехал в Казань, где поступил в гимназию, по окончании курса в которой в 1840 году был принят на философский факультет Казанского университета. Окончив университет в 1844 году со степенью кандидата философского факультета 1-го отделения и золотой медалью, он в том же году, 19 июля был назначен старшим учителем латинского языка в младших классах 2-й Казанской гимназии (с 1847 преподавал в старших классах). Утверждённый в мае 1848 года в степени магистра римской словесности, Р. А. Шарбе, после профессора Фатера, 14 ноября 1854 года был избран и 24 числа того же месяца утверждён экстраординарным профессором греческой словесности и древностей в Казанском университете. Занимая эту должность около семи лет, Шарбе 1 сентября 1860 года был избран ординарным профессором, но это избрание не было утверждено, вследствие чего он оставил службу в университете, а в следующем году был назначен директором училищ Пензенской губернии и директором Пензенской гимназии. В 1865 году награждён орденом Св. Анны 2-й степени; в 1869 — орденом Св. Владимира 3-й степени.
Умер в 1875 году в Санкт-Петербурге.
Ему принадлежат следующие сочинения:
- De Quinto Ennio ejusque reliquiis fabularum tragicarum. — 1847.
- «De geniis manibus et laribus» (Казань, 1856);
- Мысли о воспитании в гимназиях // Учен. Зап. Каз. Унив. — 1857. — № III.
- «Перевод и разбор четвертей элегии Виргилия» (Казань, 1859);
- «Таблицы латинских склонений и спряжений» (Казань, 1858)

Ряд его статей были помещены в «Ученых Записках Императорского Казанского Университета» («Мысли о воспитании в гимназиях», 1858 г., т. III и др.) и в некоторых других изданиях.